# Robert Dorgebray
Robert Dorgebray (Nesles-la-Vallée, 16 oktober 1915 – Parijs, 29 september 2005) was een Frans wielrenner.

## Carrière
Dorgebray won tijdens de Olympische Zomerspelen 1936 de gouden medaille in de wegwedstrijd voor ploegen, individueel werd hij vierde. Dorgebray nam driemaal deel aan de Ronde van Frankrijk maar haalde nooit Parijs. Dorgebray behaalde in 1947 zijn grootste succes met het winnen van Parijs-Camembert.

## Palmares

### Overwinningen
1942
GP de Pneumatique
1947
Parijs-Camembert
1949
Circuit des Boucles de la Seine

### Resultaten in voornaamste wedstrijden
| Jaar | Ronde van Italië | Ronde van Frankrijk | Ronde van Spanje |
| ---- | ---------------- | ------------------- | ---------------- |
| 1943 |                  |                     |                  |
| 1944 |                  |                     |                  |
| 1945 |                  |                     |                  |
| 1946 |                  |                     |                  |
| 1947 |                  | opgave              |                  |
| 1948 |                  |                     |                  |
| 1949 |                  | opgave              |                  |
| 1950 |                  | opgave              |                  |

| Jaar | Parijs-Roubaix |
| ---- | -------------- |
| 1943 | 41e            |
| 1944 | 11e            |
| 1945 |                |
| 1946 |                |
| 1947 |                |
| 1948 |                |
| 1949 |                |
| 1950 |                |

1912: Friborg, Malm, Persson, Lönn ·
1920: Souchard, Canteloube, Detreille, Gobillot ·
1924: Blanchonnet, Hamel, Wambst ·
1928: Hansen, Nielsen, Jørgensen ·
1932: Pavesi, Segato, Olmo ·
1936: Charpentier, Lapébie, Dorgebray ·
1948: Wouters, De Lathouwer, Van Roosbroeck ·
1952: Noyelle, Grondelaers, Victor ·
1956: Geyre, Moucheraud, Vermeulin